# Onthophagus tricuspis
Onthophagus tricuspis är en skalbaggsart som beskrevs av Semenov 1900. Onthophagus tricuspis ingår i släktet Onthophagus och familjen bladhorningar. Inga underarter finns listade i Catalogue of Life.